# Tokáta
Tokáta (též toccata, z italského toccare, "dotýkat se") je hudební skladba typicky určená pro sólový klávesový nástroj. Mívá improvizační charakter, obsahuje rychlé běhy a arpeggia, které se střídají s akordickými nebo polyfonními pasážemi.
Méně často se název tokáta používá i pro označení skladby pro více nástrojů (například na začátku Monteverdiho opery Orfeus).

## Historie
Počátky této hudební formy sahají do pozdní renesance, první známé tokáty pocházejí z konce 16. století ze severní Itálie. Odtud se dostaly do Německa, kde v průběhu baroka prošly velkým vývojem - postupně nabývaly na délce, členitosti i virtuozitě.
Mezi barokní skladatele tokát patřili například Johann Pachelbel, Michelangelo Rossi, Johann Jakob Froberger, Alessandro Scarlatti nebo Dietrich Buxtehude. Desítky tokát pro varhany i cembalo napsal Johann Sebastian Bach, jeho Tokáta a fuga v d moll je dnes jednou z vůbec nejznámějších varhanních skladeb.
V pozdějších obdobích se tokáty objevují méně; klavírní tokáty najdeme např. v díle Roberta Schumanna, Ference Liszta, Sergeje Prokofjeva, Arama Chačaturjana nebo Maurice Ravela, z českých skladatelů lze jmenovat Luboše Sluku nebo Klementa Slavického.